# Mridanga

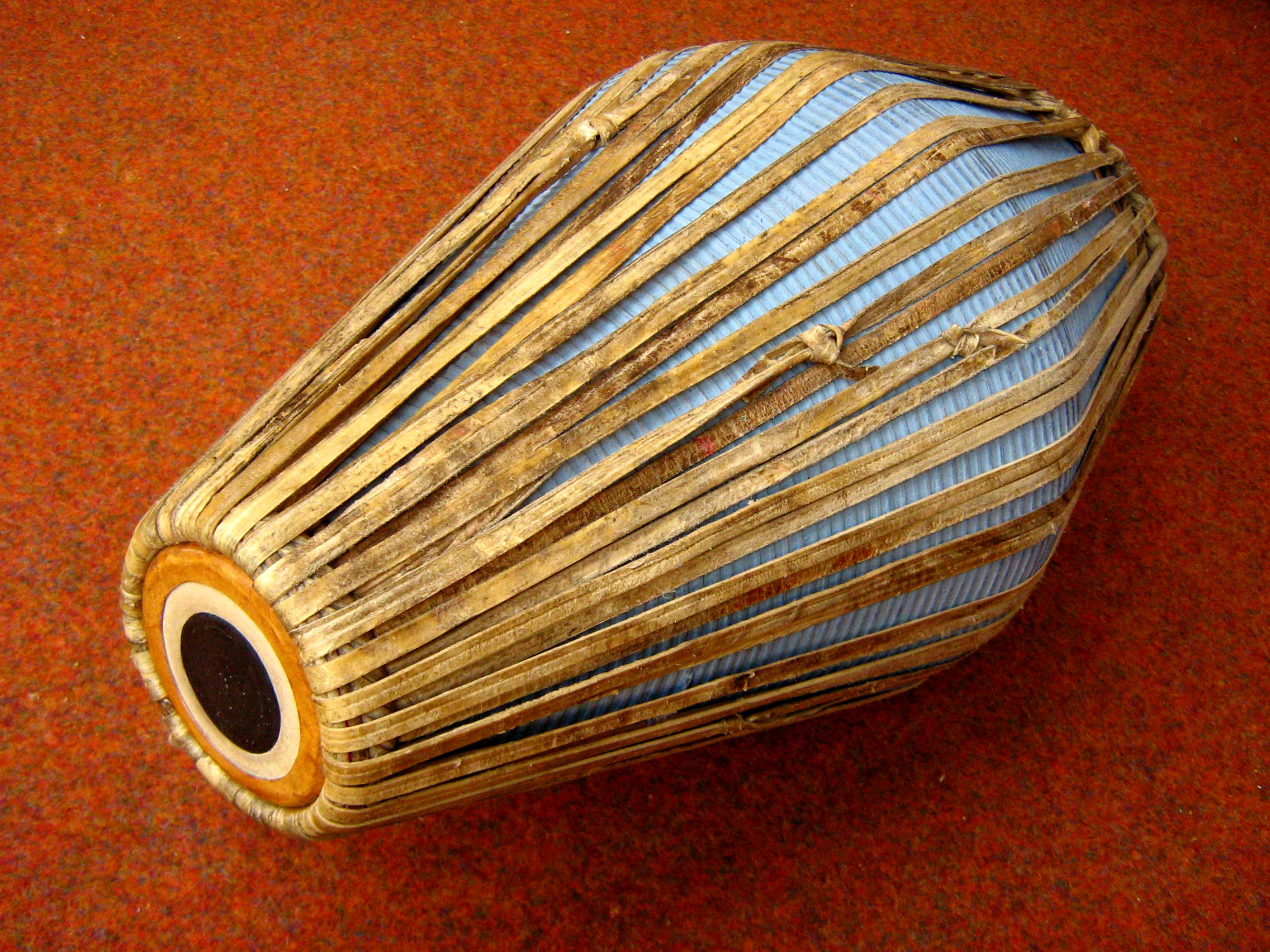
Mrydanga

Mrydanga (dewanagari मृदंग, trl. mṛdanga) – jeden z najstarszych instrumentów perkusyjnych. Składa się z glinianego korpusu, dwóch membran i naciągu. Membrany są różnych rozmiarów i podobnie jak naciąg są skórzane.
Mrydanga jest tradycyjnym instrumentem używanym na terenie Indii i Bangladeszu. W Bengalu i Manipur mrydanga znana jest jako khol.